# Jérémie Azou
Jérémie Azou (Avignon, 2 april 1989) is een Frans roeier. Azou maakte zijn debuut tijdens de Wereldkampioenschappen roeien 2008 voor niet Olympische nummers, hier deed Azou mee aan de lichte dubbel-vier en behaalde een zilveren medaille. Vanaf 2009 nam Azou deel in de Olympische lichte dubbel-twee. Op de Wereldkampioenschappen roeien 2009 behaalde Azou met Frederic Dufour de zilveren medaille. Azou debuteerde op de Olympische Zomerspelen 2012 samen met Stany Delayre en behaalde de vierde plaats. Azou nam tijdens de Wereldkampioenschappen roeien 2013 deel in de lichte skiff en behaalde de zilveren medaille. Bij de Wereldkampioenschappen roeien 2014 stapte Azou samen met Stany Delayre weer in de lichte dubbel-twee en wonnen hierbij de zilveren medaille. Azou & Delayre wonnen de wereldtitel lichte dubbel-twee tijdens de Wereldkampioenschappen roeien 2015. Samen met Pierre Houin won Azou de gouden medaille tijdens de Olympische Zomerspelen 2016.

## Resultaten
- Wereldkampioenschappen roeien 2008 in Ottensheim  lichte dubbel-vier
- Wereldkampioenschappen roeien 2009 in Poznań  lichte dubbel-twee
- Wereldkampioenschappen roeien 2010 in Cambridge 8e lichte dubbel-twee
- Wereldkampioenschappen roeien 2011 in Bled 8e lichte dubbel-twee
- Olympische Zomerspelen 2012 in Londen 4e in de lichte dubbel-twee
- Wereldkampioenschappen roeien 2013 in Chungju  lichte skiff
- Wereldkampioenschappen roeien 2014 in Amsterdam  lichte dubbel-twee
- Wereldkampioenschappen roeien 2015 in Aiguebelette-le-Lac  lichte dubbel-twee
- Olympische Zomerspelen 2016 in Rio de Janeiro  in de lichte dubbel-twee
- Wereldkampioenschappen roeien 2017 in Sarasota  lichte dubbel-twee

1996: Michael Gier & Markus Gier ·
2000: Tomasz Kucharski & Robert Sycz ·
2004: Tomasz Kucharski & Robert Sycz ·
2008: Mark Hunter & Zac Purchase ·
2012: Mads Rasmussen & Rasmus Quist ·
2016: Jérémie Azou & Pierre Houin ·
2020: Fintan McCarthy & Paul O'Donovan ·
2024: Fintan McCarthy & Paul O'Donovan
- Bibliothèque nationale de France: cb177575202 (data)
- International Standard Name Identifier: 0000 0004 6859 7034
- Système universitaire de documentation: 230337961
- Virtual International Authority File: 9769153653270255900007